# Boris (Schiff, 1894)
Die Boris war ein 1894 gebautes Passagier- und Frachtschiff. Die Boris  und die Bulgaria waren die ersten Schiffe der neuen Reederei Bulgarische Handels-Dampfschiff-Gesellschaft und markieren den Beginn des modernen Seehandels Bulgariens. 1920 sank es nach einer Kollision im Schwarzen Meer.

## Bau und technische Daten
Das Schiff wurde als Passagier- und Frachtschiff bei Wigham Richardson & Co in Wallsend bei Newcastle upon Tyne mit der Baunummer 302 gebaut und lief am 21. Mai 1894 auf deren Helling Neptune Yard im Stadtteil Low Walker vom Stapel. Die Fertigstellung und Ablieferung fand am 23. Juni 1894 statt. Das Schiff war 67,05 Meter lang und 9,75 Meter breit, hatte einen Tiefgang von 5,39 Metern und war mit 869 BRT bzw. 542 NRT vermessen. Die Tragfähigkeit betrug 804 tdw. Eine dreizylindrige Dreifach-Expansions-Dampfmaschine von Wigham Richardson & Co. erzeugte 165 nominale PS und ermöglichte über eine Schraube eine Geschwindigkeit von bis zu 13,2 Knoten. Das Schiff bot Unterkünfte für 24 Passagiere der Ersten Klasse und 24 Passagiere der Zweiten Klasse.

## Geschichte
Unmittelbar nach der Fertigstellung wurde das Schiff an die Bulgarische Handels-Dampfschiff-Gesellschaft übergeben und ausgeliefert. Die Boris war das erste Schiff unter bulgarischer Flagge, das die Dardanellen passierte und traf im August/September 1894 in ihrem neuen Heimathafen Warna ein. In den nächsten Jahren verkehrte die Boris zwischen bulgarischen Häfen und dem östlichen Mittelmeer: Die ersten kommerziellen Fahrten begannen noch im September 1894 auf der Route Warna – Burgas – Konstantinopel. Später führten weitere Fahrten auch nach Odessa, Piräus, Kavala, nach Italien und Frankreich. Dabei transportierte die Boris landwirtschaftliche Produkte wie Weizen, Mais, Vieh, Leder und anderes mehr.
Während der Balkankriege 1912/1913 beteiligte sich das Schiff an der Unterstützung der bulgarischen Armee und transportierte Truppen ebenso wie Munition und andere Nachschubgüter. Auch im Ersten Weltkrieg wurde die Boris wieder mobilisiert. Neben dem Transport militärischer Nachschubgüter diente das Schiff bei mehreren Einsätzen auch als Hilfsminenleger. Nach dem Waffenstillstand von Thessaloniki vom 29. September 1918 beschlagnahmten französische Truppen das Schiff bis 1920. Im russischen Bürgerkrieg wurde es am 13. Oktober 1920 während der Evakuierung weißrussischer Truppen von der Krim bei einem Luftangriff sowjetrussischer Flugzeuge beschädigt, ohne dass es zu Toten kam.
Nur wenige Wochen später ist die Boris am 9. November 1920 nach einer Kollision mit dem rumänischen Monitor Ion C. Bratianu nahe Sewastopol gesunken.